# بروس زيمرمان
بروس زيمرمان (بالإنجليزية: Bruce Zimmerman)‏ (11 يونيو 1952)؛ كاتب سيناريو وروائي أمريكي.

## روابط خارجية
- بروس زيمرمان على موقع IMDb (الإنجليزية)
- بروس زيمرمان على موقع ألو سيني (الفرنسية)
- بروس زيمرمان على موقع قاعدة بيانات الفيلم (الإنجليزية)
- بروس زيمرمان على موقع كينوبويسك (الروسية)